# Ruškovac
Ruškovac is een plaats in de gemeente Berek in de Kroatische provincie Bjelovar-Bilogora. De plaats telt 143 inwoners (2001).